# Marcel Rasmussen (dokumentarfilm)
|  | Denne artikel er oprettet af botten Steenthbot ud fra en ekstern database. Den kan derfor have sproglige fejl eller mangler. Denne skabelon kan fjernes efter kontrol af indholdet. |

Marcel Rasmussen er en dansk portrætfilm fra 1966 instrueret af Per Ulrich.